# Haplomolgus
Haplomolgus is een geslacht van eenoogkreeftjes uit de familie van de Anchimolgidae. De wetenschappelijke naam van het geslacht is voor het eerst geldig gepubliceerd in 1968 door Humes & Ho.

## Soorten
- Haplomolgus incolumis Humes, 1991
- Haplomolgus montiporae Humes & Ho, 1968
- Haplomolgus subdeficiens Humes, 1978